# Trampet
Trampet eller minitrampolin, som den populært bliver kaldt, er et redskab, der bliver brugt i en  af de tre discipliner indenfor spring/rytme gymnastik. 
Den består af en dug spændt ud mellem et antal fjedre placeret i en metalramme. Jernrammen er placeret på et stativ med fire fødder, der kan justeres, så man får lige præcis den vinkel på trampetten, man ønsker. 

## Sikkerhed
Trampetten betragtes som en af de farligere discipliner indenfor gymnastikken. Og det anbefales, at der altid står en uddannet modtager som sikkerhedsforanstaltning, da der er fare for at komme alvorligt til skade, hvis man er urutineret springer.

## Konkurrence
I trampetdelen af en spring/rytmekonkurrence springes der tre runder på trampetten. En af disse skal indeholde et andet redskab (pegasus, plest eller saltoplint). Det er at foretrække, at vælge sin første eller sidste omgang til dette af praktiske årsager, så man ikke skal flytte redskaberne for meget frem og tilbage. I hver runde springer seks gymnaster, der kan dog skiftes ud, såfremt de har deltaget i rytmedelen.